# Carlos Ladislao Bustos
Carlos Ladislao Bustos (Gualeguay, 27 de junio de 1877 - San Nicolás de los Arroyos, febrero de 1931) fue un fotógrafo y artista plástico argentino que tuvo una destacada actuación como corresponsal gráfico de la revista Caras y Caretas y otros medios periodísticos. Actuó como Profesor de Fotografía durante el tercer viaje de la Fragata Sarmiento y fotografió el naufragio del buque Monte Cervantes.

## Biografía
Bustos fue un fotógrafo y artista plástico nacido en Gualeguay, provincia de Entre Ríos, Argentina, el 27 de junio de 1877. Cursó estudios en el Colegio Hispanoargentino de Rosario y en el Colegio Nacional de la misma ciudad. Era hijo de Evaristo Germán Bustos, ingeniero electricista, y de Clara Perotti, primera mujer telegrafista del país.
En 1895 se radicó en San Nicolás de los Arroyos, donde su padre actuaba como jefe de Correo, para secundarlo en la dirección de una empresa telefónica y una usina eléctrica particular que este había instalado. En aquel año comenzó a trabajar también como fotógrafo y poco después tuvo una breve actuación en la Aduana (1896 a 1897).

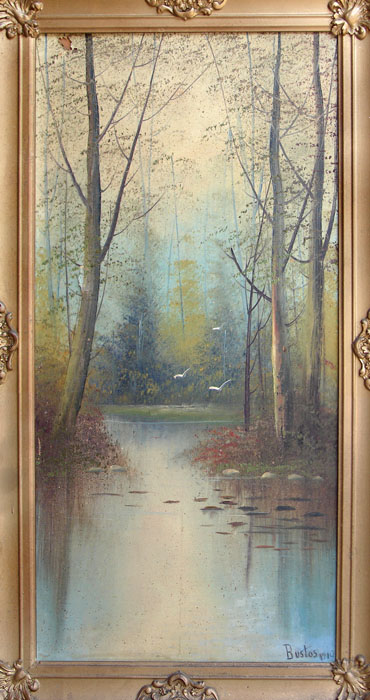
Óleo de Carlos L. Bustos expuesto en el Museo Histórico Municipal de San Nicolás

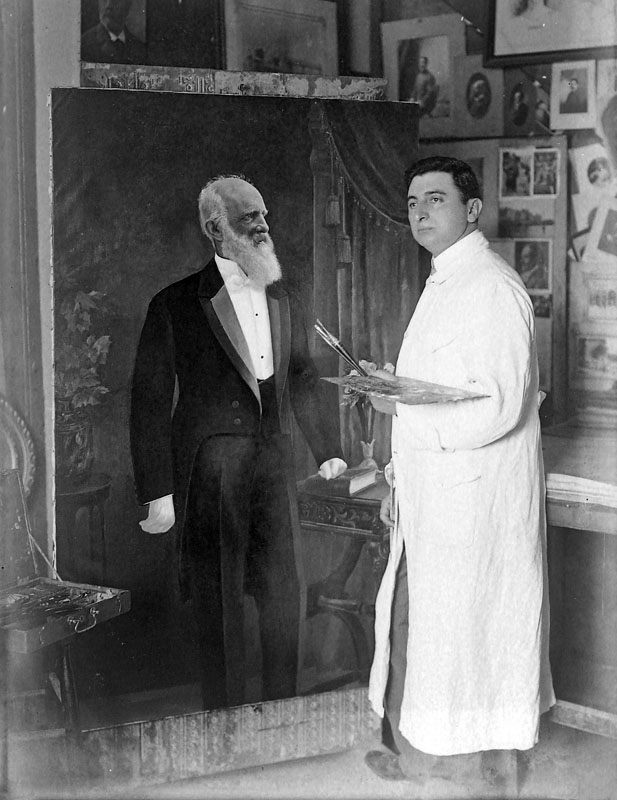
Carlos L. Bustos pintando retrato de Federico Gard. Año 1915. El cuadro se conserva en el Museo Histórico Municipal de San Nicolás

Contando con sólo veinte años de edad, en 1898, se convirtió en reportero gráfico de Caras y Caretas, desde el mismo momento de la fundación de aquella revista de Buenos Aires. Esto le posibilitó el vincularse con colegas de diversas partes del mundo con los que compartía su pasión por el arte y la técnica de avanzada que significaba la fotografía por aquellos años.
En 1902 fue designado profesor de fotografía, asimilado con el grado de alférez a bordo de la Fragata Sarmiento de la Armada Argentina, en su tercer viaje, durante el período de 1902/1903. Además del cargo oficial que desempeñaba a bordo del buque escuela, viajaba como enviado especial de la revista Caras y Caretas y sus cartas de viaje eran publicadas regularmente en el diario El Norte de Buenos Aires, de San Nicolás.
De vuelta en Argentina, se casó con Paulina Corbetto y trabajó brevemente en la Compañía Obras Públicas del Río de la Plata, Usina Puerto San Nicolás, viviendo temporalmente en el edificio donde luego se instaló la Prefectura. El 16 de marzo de 1907 fue nombrado profesor de dibujo en el Colegio Nacional, cargo que ejerció hasta su muerte.

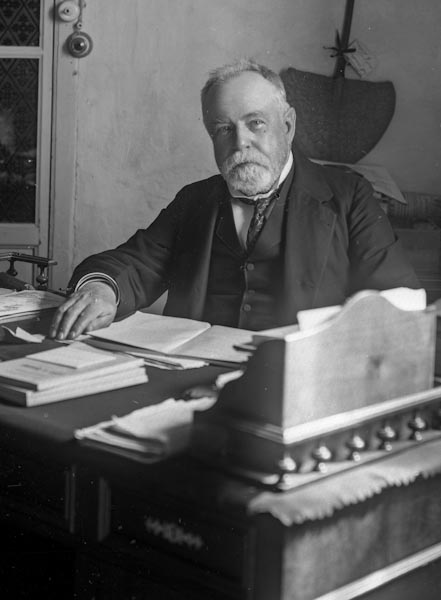
Almirante Pascual Cervera y Topete, fotografiado en su casa de Puerto Real, España, por Carlos L. Bustos. 12 de mayo de 1902.

Pero su principal actividad fue la fotografía, siendo fundador de un negocio del ramo, instalado en San Nicolás, con una galería que llegó a formar parte del paseo obligado de los nicoleños. Esta actividad artística trascendió su muerte en manos de sus hijos, Carlos Nicanor y César Carlos.
Fue uno de los fundadores del Círculo de Periodistas de San Nicolás, el 7 de marzo de 1913, siempre como corresponsal de la revista Caras y Caretas, de Buenos Aires, la que publicaba regularmente las imágenes de la actualidad nicoleña que él enviaba. Cuando su amigo Miguel Olivera Córdoba fundó el diario El Norte, Carlos Bustos ejerció brevemente la dirección del mismo.
Tuvo una destacada actuación durante el naufragio del vapor de ultramar Monte Cervantes, (el "Titanic del sur"), hecho ocurrido el 22 de enero de 1930 en el canal de Beagle, pues fue el único fotógrafo profesional que obtuvo documentación gráfica del siniestro, sin dejar de colaborar en la puesta a salvo de mujeres y niños.
Carlos L. Bustos falleció un año después, en 1931. Hoy, la sala de arte del Museo y Archivo Histórico Municipal de San Nicolás, lleva su nombre, y allí se puede ver una de las máquinas fotográficas que usó, junto con algunas de sus obras pictóricas.

## Obra

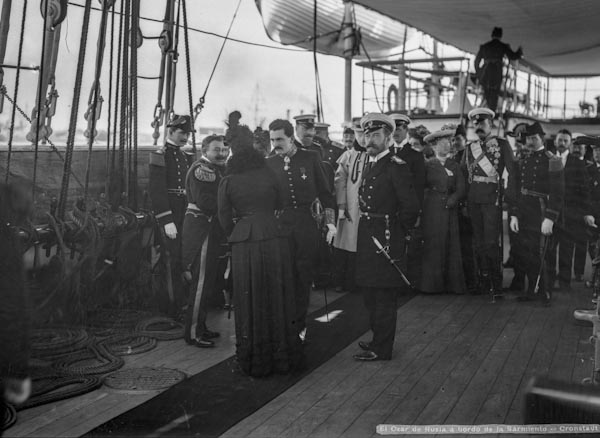
El Zar Nicolás II de Rusia y la Zarina en visita oficial a la Fragata Sarmiento en Cronstadt. Foto de Carlos L. Bustos. 9 de agosto de 1902.

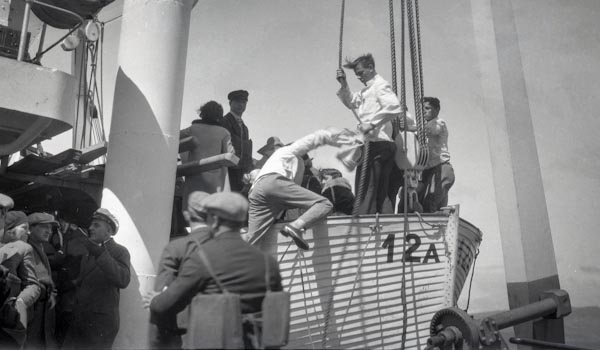
Mientras el barco se hunde, los náufragos del Monte Cervantes abordan los botes salvavidas. Foto de Carlos L. Bustos. 22 de enero de 1930

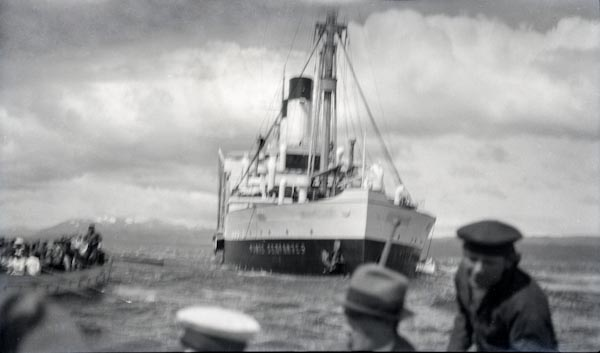
El Monte Cervantes hundiéndose. Foto tomada desde el bote salvavidas por Carlos L. Bustos. 22 de enero de 1930

Como corresponsal de Caras y Caretas, registró con su cámara importantes momentos históricos, tales como la visita oficial del Presidente Julio Argentino Roca al Brasil, la presencia en Argentina del presidente brasileño Manuel Ferraz de Campos Sales, las maniobras navales de 1902 frente a las costas de Mar del Plata, y otros. 
A bordo de la Fragata Sarmiento, como Corresponsal de Caras y Caretas y Diario La Nación, cubrió gráficamente todo lo ocurrido durante la travesía. Además, sus notas de viaje eran publicadas periódicamente por el Diario El Norte de Buenos Aires, bajo el título "Noticias de la Sarmiento".
Durante 33 años colaboró enviando notas gráficas, sobre temas de actualidad local y regional, que salían publicadas en las distintas ediciones de la revista. Sus contribuciones pueden verse en línea en la Hemeroteca digital de la Biblioteca Nacional de España.
Como todos los fotógrafos de la época, Bustos pintaba ("iluminaba", según la jerga fotográfica de entonces) algunas de sus fotografías, a pedido del cliente, usando acuarelas especiales. También realizaba retratos al óleo y paisajes. Su obra pictórica no ha podido ser reunida, salvo algunas que se conservan en el Museo Histórico Municipal Gregorio Santiago Chervo, el resto se encuentra dispersa entre coleccionistas particulares. 
Una serie de piezas interesantes resultan las fotografías tomadas por Carlos L. Bustos en el naufragio del Monte Cervantes, las cuales muestran escenas del hundimiento del buque y la puesta a salvo de los náufragos.